# Werneck
Werneck is een plaats in de Duitse deelstaat Beieren, en maakt deel uit van het Landkreis Schweinfurt.
Werneck telt 10.222 inwoners.

## Plaatsen in de gemeente Werneck
- Eckartshausen
- Egenhausen
- Ettleben
- Eßleben
- Mühlhausen
- Rundelshausen
- Schleerieth
- Schnackenwerth
- Schraudenbach
- Stettbach
- Vasbühl
- Werneck
- Zeuzleben

Bergrheinfeld ·
Dingolshausen ·
Dittelbrunn ·
Donnersdorf ·
Euerbach ·
Frankenwinheim ·
Geldersheim ·
Gerolzhofen ·
Gochsheim ·
Grafenrheinfeld ·
Grettstadt ·
Kolitzheim ·
Lülsfeld ·
Michelau i.Steigerwald ·
Niederwerrn ·
Oberschwarzach ·
Poppenhausen ·
Röthlein ·
Schonungen ·
Schwanfeld ·
Schwebheim ·
Sennfeld ·
Stadtlauringen ·
Sulzheim ·
Üchtelhausen ·
Waigolshausen ·
Wasserlosen ·
Werneck ·
Wipfeld